# Charlotte Tison
Charlotte Tison (Etterbeek, 21 april 1998) is een Belgisch voetbalspeelster. Ze speelt als middenvelder voor KRC Genk Ladies in de Super League.

## Clubcarrière
Tison begon met voetballen bij SC Wolvertem. Daarna kwam ze uit voor Standard Luik. Voorafgaande aan het seizoen 2016/17 werd ze opgepikt door RSC Anderlecht. Met deze club maakte ze onderdeel uit van de eerste lichting die zich wist te plaatsen voor de kwalificaties van de Champions League. Met RSC Anderlecht wist ze vijfmaal kampioen van de Super League te worden.
In 2023 verliet Tison Anderlecht na onenigheid over toekomstvisie van de club. Ze maakte de overstao naar competitiegenoot KRC Genk. Op 10 november 2024 wist ze tegen haar oude club een punt te pakken in de Super League.

## Statistieken
| Seizoen | Club           | Land   | Competitie   | Wedstrijden | Doelpunten |
| ------- | -------------- | ------ | ------------ | ----------- | ---------- |
| 2019/20 | RSC Anderlecht | België | Super League | 14          | 0          |
| 2020/21 | RSC Anderlecht | België | Super League | 22          | 4          |
| 2021/22 | RSC Anderlecht | België | Super League | 25          | 3          |
| 2022/23 | RSC Anderlecht | België | Super League | 26          | 4          |
| 2023/24 | KRC Genk       | België | Super League | 25          | 1          |
| 2024/25 | KRC Genk       | België | Super League | 8           | 0          |
| Totaal  | Totaal         | Totaal | Totaal       | 120         | 12         |

Laatste update: 1 december 2024

## Interlandcarrière
Tison debuteerde in 2012 als jeugdinternational voor België -15. Twee jaar later kwam ze ook uit voor België -16. Met België -17 nam ze deel aan de kwalificaties voor het EK -17 in 2015. Tevens kwam ze voor België -19 uit in de kwalificatiereeks voor het EK -19 in 2016.
In november 2016 werd Tison voor het eerst geselecteerd voor het Belgisch voetbalelftal. Ze maakte haar debuut in januari 2017 in een vriendschappelijke wedstrijd tegen Frankrijk. Tison werd niet opgenomen in de selectie voor het EK 2017 in Nederland. Ze was wel opgenomen in de voorselectie voor het eerste grote eindtoernooi waarvoor België zich wist te plaatsen. In 2018 werd ze pas weer opnieuw geselecteerd. Ook kwam ze in actie in de kwalificatiereeks voor het WK 2023. In 2022 werd ze opgenomen in de Belgische selectie voor het EK 2022 in Engeland. Met België wist ze de kwartfinales te halen, waarin Zweden met 1-0 te sterk was. Tison maakte geen minuten op het eindtoernooi.